# Real Club Deportivo Español 1986-1987
Questa voce raccoglie le informazioni riguardanti il Real Club Deportivo Español nelle competizioni ufficiali della stagione 1986-1987.

## Maglie e sponsor
Lo sponsor tecnico per la stagione 1986-1987 è Massana.
| Manica sinistra · Manica sinistra · Maglietta · Maglietta · Manica destra · Manica destra · Pantaloncini · Calzettoni | Manica sinistra · Maglietta · Maglietta · Manica destra · Pantaloncini · Calzettoni |

## Rosa
| N. |                    | Ruolo | Calciatore          |
| -- | ------------------ | ----- | ------------------- |
|    | Spagna (bandiera)  | P     | Miquel Durán        |
|    | Spagna (bandiera)  | P     | Carlos Meléndez     |
|    | Camerun (bandiera) | P     | Thomas N'Kono       |
|    | Spagna (bandiera)  | D     | Robert Aldavert     |
|    | Spagna (bandiera)  | D     | Francis             |
|    | Spagna (bandiera)  | D     | Josep María Gallart |
|    | Spagna (bandiera)  | D     | Job                 |
|    | Spagna (bandiera)  | D     | Juan Martínez López |
|    | Spagna (bandiera)  | D     | Miguel Ángel        |
|    | Spagna (bandiera)  | D     | Pedro Patón         |
|    | Spagna (bandiera)  | D     | Miquel Soler        |
|    | Spagna (bandiera)  | D     | Txelis              |
|    | Spagna (bandiera)  | C     | Joan Golobart       |

| N. |                      | Ruolo | Calciatore                   |
| -- | -------------------- | ----- | ---------------------------- |
|    | Spagna (bandiera)    | C     | Iñaki                        |
|    | Danimarca (bandiera) | C     | John Lauridsen               |
|    | Spagna (bandiera)    | C     | Diego Orejuela               |
|    | Spagna (bandiera)    | C     | Manuel Zúñiga                |
|    | Spagna (bandiera)    | A     | Pichi Alonso                 |
|    | Spagna (bandiera)    | A     | Cristo                       |
|    | Spagna (bandiera)    | A     | Jesús Vicente García-Pitarch |
|    | Spagna (bandiera)    | A     | Luis Ignacio Ibáñez          |
|    | Spagna (bandiera)    | A     | Eduard Mauri                 |
|    | Spagna (bandiera)    | A     | Bartolomé Márquez            |
|    | Spagna (bandiera)    | A     | Michel Pineda                |
|    | Spagna (bandiera)    | A     | Ernesto Valverde             |

## Statistiche

### Andamento in campionato
| Giornata  | 1 | 2 | 3 | 4 | 5 | 6 | 7 | 8 | 9 | 10 | 11 | 12 | 13 | 14 | 15 | 16 | 17 | 18 | 19 | 20 | 21 | 22 | 23 | 24 | 25 | 26 | 27 | 28 | 29 | 30 | 31 | 32 | 33 | 34 | 35 | 36 | 37 | 38 | 39 | 40 | 41 | 42 | 43 | 44 |
| --------- | - | - | - | - | - | - | - | - | - | -- | -- | -- | -- | -- | -- | -- | -- | -- | -- | -- | -- | -- | -- | -- | -- | -- | -- | -- | -- | -- | -- | -- | -- | -- | -- | -- | -- | -- | -- | -- | -- | -- | -- | -- |
| Luogo     | T | C | T | C | T | C | T | C | T | C  | T  | C  | T  | C  | T  | C  | T  | C  | T  | C  | T  | C  | T  | C  | T  | C  | T  | C  | T  | C  | T  | C  | T  | C  | T  | C  | T  | C  | T  | C  | T  | C  | T  | C  |
| Risultato | N | V | P | N | N | V | N | V | P | V  | N  | V  | N  | V  | P  | V  | P  | V  | V  | V  | V  | V  | P  | N  | P  | N  | V  | V  | V  | V  | P  | V  | P  | N  | V  | P  | N  | P  | P  | P  | V  | P  | V  | N  |
| Posizione | 9 | 3 | 9 | 8 | 8 | 6 | 5 | 4 | 5 | 4  | 4  | 3  | 3  | 3  | 5  | 3  | 5  | 3  | 3  | 3  | 3  | 3  | 3  | 3  | 3  | 3  | 3  | 3  | 3  | 3  | 3  | 3  | 3  | 3  | 3  | 3  | 3  | 3  | 3  | 3  | 3  | 3  | 3  | 3  |

Fonte:  Plantilla del Español 1986-1987, su bdfutbol.com, bdfutbol.com.
Legenda:

Luogo: C = Casa; T = Trasferta. Risultato: V = Vittoria; N = Pareggio; P = Sconfitta.